# Steffen Fetzner

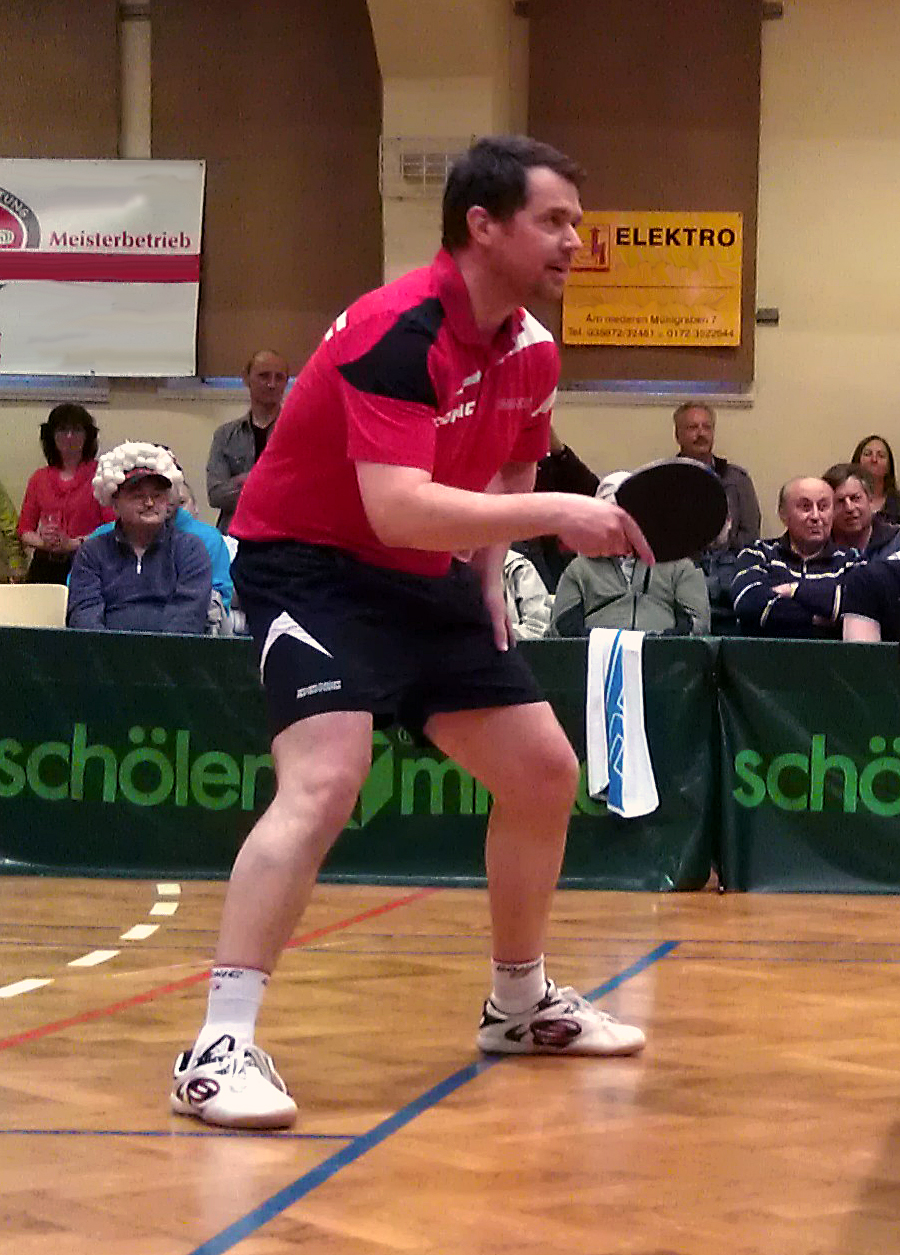
Steffen Fetzner (2012)

Steffen Fetzner, född 17 augusti 1968 i Karlsruhe, är en tysk bordtennisspelare och världsmästare i dubbel.
Han spelade sitt första VM 1987 och 1999, 12 år senare sitt 7:e och sista. 
Under sin karriär tog han två medaljer i bordtennis-VM, ett guld och ett brons. 
Han deltog även i sju bordtennis-EM, där han tog 6 medaljer, tre silver och tre brons. 

## Karriär
Sina största framgångar nådde Fetzner i dubbel tillsammans med Jörg Rosskopf. 1986 vann de både de tyska ungdomsmästerskapen och europeiska ungdomsmästerskapen i dubbel. I bordtennis-VM 1989 vann de dubbeltiteln mot Zoran Kalinic och Leszek Kucharski. I OS 1992 tog de silver efter att ha förlorat finalen mot det kinesiska paret Lin Lu och Tao Wang. 
Tillsammans vann de tyska mästerskapen i dubbel sex gånger mellan 1988 och 1996. I singel tog sig Fetzner till final fem gånger och förlorade varje gång.
Mellan 1985 och 2000 spelade Fetzner i tyska landslaget. När han slutade att spela i landslaget arbetade han som spelande tränare i TTC Zugbrücke Grenzau fram till 2004. Sedan juli 2005 är han vice ordförande med speciella uppgifter i Tyska bordtennisförbundet. April 2007 började han arbeta som chefstränare på en idrottsakademi i Doha, (Qatar), men planerar att återvända och spela för SV Glück-Auf Möllen (Niederrhein) säsongen 2009/2010 när kontraktet i Qatar upphör.

## Privatliv
Fetzner är gift med Belinda Leimberg sedan juli 1994 och har två döttrar.

## Klubbar
- 1974 - ????: TV Spöck
- ???? - ????: TTV Ettlingen
- 1981 - 1983: TTC Langensteinbach
- 1983 - 1984: TTC Dietlingen
- 1984 - 1994: Borussia Düsseldorf
- 1994 - 1995: Hertha 06 Berlin
- 1995 - 1996: Falkenbergs BTK (SVE)
- 1996 - ????: TTC Zugbrücke Grenzau (spelande tränare)
- 2004 - 2008: Tennis Borussia Berlin
- 2008 - 2009: Hertha 06 Berlin
- 2010 - ????: SV GA Möllen (Bezirksliga)

## Meriter
- Bordtennis VM
  - 1987 i New Delhi 
    - 7:e plats med det tyska laget

  - 1989 i Dortmund
    - 1:a plats dubbel (med Jörg Rosskopf)
    - 7:e plats med det tyska laget

  - 1991 i Chiba
    - Kvartsfinal dubbel
    - 5:e plats med det tyska laget

  - 1993 i Göteborg
    - 3:e plats med det tyska laget

  - 1995 i Tianjin
    - 5:e plats med det tyska laget

  - 1997 i Manchester
    - 4:e plats med det tyska laget

- Bordtennis EM
  - 1988 i Paris
    - Kvartsfinal dubbel

  - 1990 i Göteborg
    - 2:a plats dubbel (med Jörg Rosskopf)
    - 3:e plats mixed dubbel
    - 2:a plats med det tyska laget

  - 1992 i Stuttgart
    - Kvartsfinal dubbel

  - 1994 i Birmingham
    - 3:e plats dubbel (med Jörg Rosskopf)

  - 1996 i Bratislava
    - 3:e plats dubbel (med Jörg Rosskopf)

  - 1996 i Bremen
    - Kvartsfinal dubbel
    - 2:a plats med det tyska laget

- OS
  - 1992 i Barcelona
    - 2:a plats dubbel (med Jörg Rosskopf)

  - 1996 i Atlanta
    - 4:e plats dubbel (med Jörg Rosskopf)

- Europa Top 12
  - 1994 i Arezzo: 11:e plats